# 樺樹液

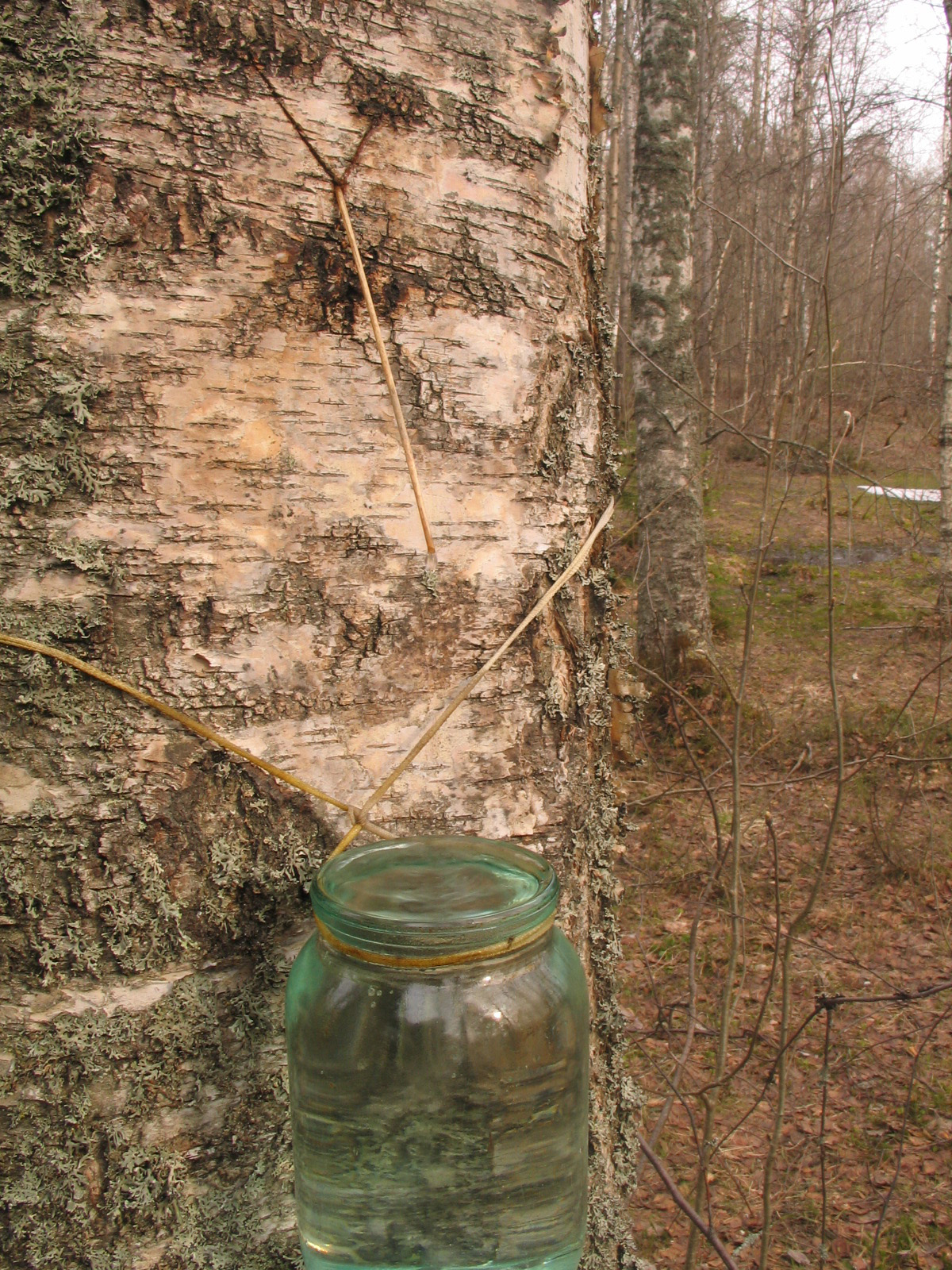
採集樺樹液

樺樹液（Birch sap）是指從白樺、毛樺、山樺、垂枝桦等桦木属樹幹提取的汁液。樺樹液只能在冬季和春季收集。新鮮的樺樹液是無色透明液體，非常接近水，但帶有微微的甜味。放置兩三天後，樺樹液開始發酵，味道變酸。在北半球的眾多地區，樺樹液是一種傳統飲料。樺樹液也可用做化妝品。